# 알프레드 자리
알프레드 자리(Alfred Jarry, 1873년 9월 8일 ~ 1907년 11월 1일)는 프랑스의 시인·극작가다.
마옌주 라발에서 태어났다. 렌의 관립 중학교에서 공부하는 동안에 소극(笑劇) <폴란드인>을 써서 물리교사를 희롱했다. 1891년 파리로 상경하여 마르셀 슈워브(Marcel Schwob, 1867~1905)나 레미 드 구르몽과 교제하며 시작(詩作)에 전념하는 한편, 뤼네 포와도 알게 되어 <폴란드인>을 개작, <유뷔왕>이란 이름으로 1896년 제작극장(制作劇場)에서 상연하였다. 야비한 언사와 대담한 연출, 강렬한 풍자 때문에 이 상연은 스캔들이 되었으나, 반역정신의 덩어리같은 자리는 <쇠사슬에 묶인 유뷔>를 비롯한 일련의 유뷔물로 보수파와 맞섰다.